# Linda Sundblad
Linda Caroline Sundblad, född 5 juli 1981 i Lidköping, är en svensk sångerska, låtskrivare, fotomodell och programledare. Hon inledde sin musikkarriär i rockbandet Lambretta som 15-åring. Med Lambretta gav hon ut tre album och nådde internationella framgångar med singlarna "Bimbo" och "Creep". Gruppen upplöstes under 2006 och sedan dess har hon arbetat som soloartist. Hon har gett ut albumen Oh My God! (2006) och Manifest (2010), och fick en singeletta 2006 med låten "Oh Father".
Mellan 2008 och 2009 jobbade Sundblad som programledare för programmet P3 Star i Sveriges Radio. I Melodifestivalen 2011 tävlade hon med låten "Lucky You" som slutade på en sjätte plats i deltävlingen. Sundblad har även skrivit låtar till bland annat Fibes, Oh Fibes!, Kim Wilde, Amanda Jenssen, Darin och Johan Palm.

## Biografi

### Bakgrund
Linda Sundblad är född och uppväxt i Lidköping. I 13-årsåldern upptäckte hon sin potential som sångare. Hon hoppade av gymnasiet under andra året för att satsa på musiken.

### Lambretta (1996–2005)
Sundblad började som sångerska i rockbandet Lambretta redan som 15-åring, 1996. Det var genom hennes far hon kom i kontakt med bandet. "Han hade en musikaffär i Lidköping och en av medlemmarna i bandet, Anders Eliasson, kom in och sa att de letade efter en sångerska. Pappa gav honom en demo som jag gjort." Hon sjöng i bandet i nio år. Lambretta slog igenom på allvar 1999 med singeln "Blow My Fuses", och låtar som "Bimbo" och "Creep" blev stora hits.
Vid sidan av Lambretta samarbetade hon med hiphopgruppen Infinite Mass ("She's a Freak", 2001) och det cellobaserade heavy metal-bandet Apocalyptica ("Faraway Vol. 2", 2003). Hon fick även pryda omslaget till Apocalypticas album Reflections. Efter att Lambretta lidit av inre slitningar och albumet The Fight floppat splittrades gruppen och Linda Sundblad satsade efter det på en solokarriär.

### Solokarriärens början (2006–2009)

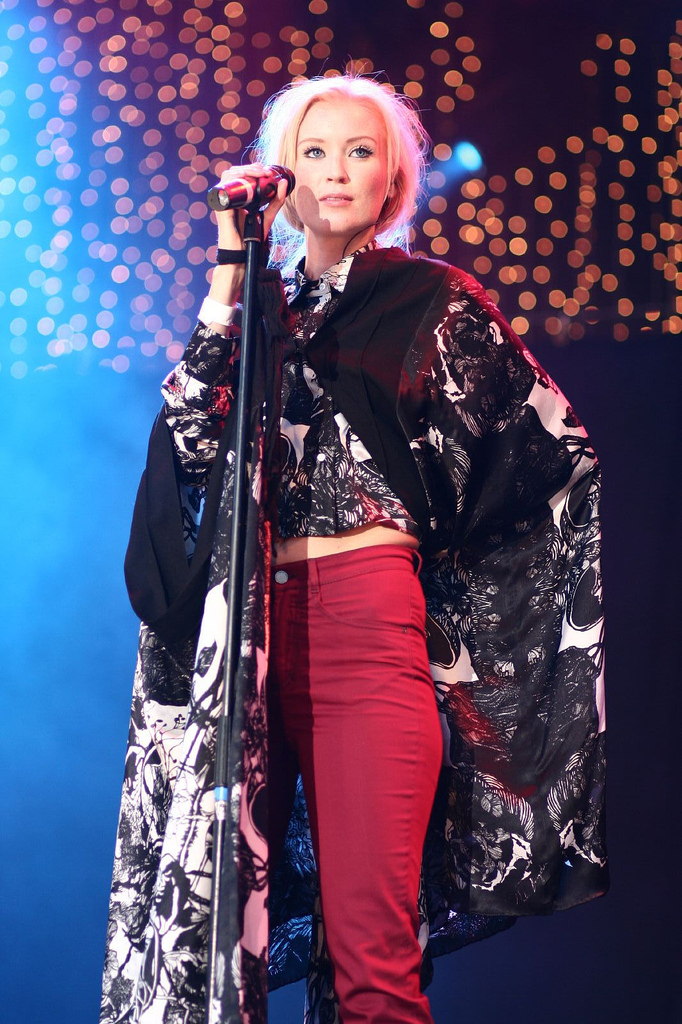
Sundblad på scen 2007.

I samband med att Lambretta splittrades flyttade Sundblad till USA och gifte sig. Hon bodde mellan 2005 och 2006 i San Diego, Kalifornien med sin make. Hon flyttade därefter till Stockholm och gav ut sitt första soloalbum, Oh My God!, i augusti 2006. Albumet gjordes i samarbete med en rad namnkunniga producenter, och Max Martin var en av låtskrivarna. Låten "Oh Father" blev en singeletta i Sverige och Sundblad nominerades för bland annat en Grammis. Även uppföljarsingeln "Lose You" blev framgångsrik, med en andraplats i Sverige.
Mellan 2008 och 2009 jobbade Sundblad som programledare för programmet P3 Star i Sveriges Radio. Hon har även arbetat som modell, för bland annat L'Oreal och danska Munthe plus Simonsen. 2005 utsågs hon till "bästa festklädda kvinna" av tidningen Elle.

### Manifestoch Melodifestivalen (2010–2011)
Hösten 2009 släpptes singeln "2 All My Girls" som Sundblad skrivit tillsammans med Alexander Kronlund och Max Martin. Låten fick stort genombrott på MTV, ZTV och på Rix FM var den Veckans hitvarning. I mars 2010 släppte hon sitt andra soloalbum, Manifest, som nådde plats 36 på Sverigetopplistan. Första singeln, "To All My Girls", beskrevs av Aftonbladet som "en hyllning till tonårstjejer som vågar stå emot trycket". Uppföljarsingeln "Let's Dance" skrev Sundblad till TV4:s underhållningsprogram med samma namn. Hon sjöng låten under semifinalen av programmet. Låten debuterade som plats nummer 12 på Tracks.
Under våren 2010 medverkade Sundblad med sin kör i TV4:s program Körslaget med en kör från Lidköping. Hon slutade på sjätte plats, efter att ha åkt ut i det tredje avsnittet. 2011 spelade hon in låten "Rush" som vinjett till Sveriges mästerkock på TV4. Samma år ställde hon upp i Melodifestivalen med låten "Lucky You" som slutade på en sjätte plats i deltävlingen och därmed blev hon utslagen ur tävlingen.

### Öppna ditt hjärta så ska du få(2012–2014)
Efter hennes medverkan i Melodifestivalen hade hennes skivkontrakt upphört och den 21 september 2012 gav hon ut en EP helt på svenska, Öppna ditt hjärta så ska du få, på eget bolag. EP:n innehöll bland annat singlarna "Trasig", "Hur kan jag sakna nåt jag aldrig haft", "Det e som det e" och "Slow Motion".
2014 medverkade Sundblad i En resa för livet på TV4 tillsammans med Danny Saucedo, Marit Bergman och Timo Räisänen. Programmet var ett samarbete med SOS Barnbyar där artisterna under två veckors tid fick följa SOS Barnbyars arbete i Dhaka, Bangladesh. Baserat på upplevelserna resan gav skrev och framförde hon låten "Ljusa tårar".

### Kärlekståget (2015—)
2015 bildade Sundblad DJ-duon Kärlekståget tillsammans med Amanda Pesikan. De inriktar sig på "MTV-nostalgi och 90-tal, deep house och modern pop." En ny solosingel, "Bridges", gavs ut i april 2017, inspelad tillsammans med delar av Tensta Gospel Choir. I samband med LO:s valfilm från 2018 släppte hon en cover på Billy Braggs "There Is Power in a Union".

## Privatliv
Sundblad är vegetarian sedan 1997.

## Diskografi

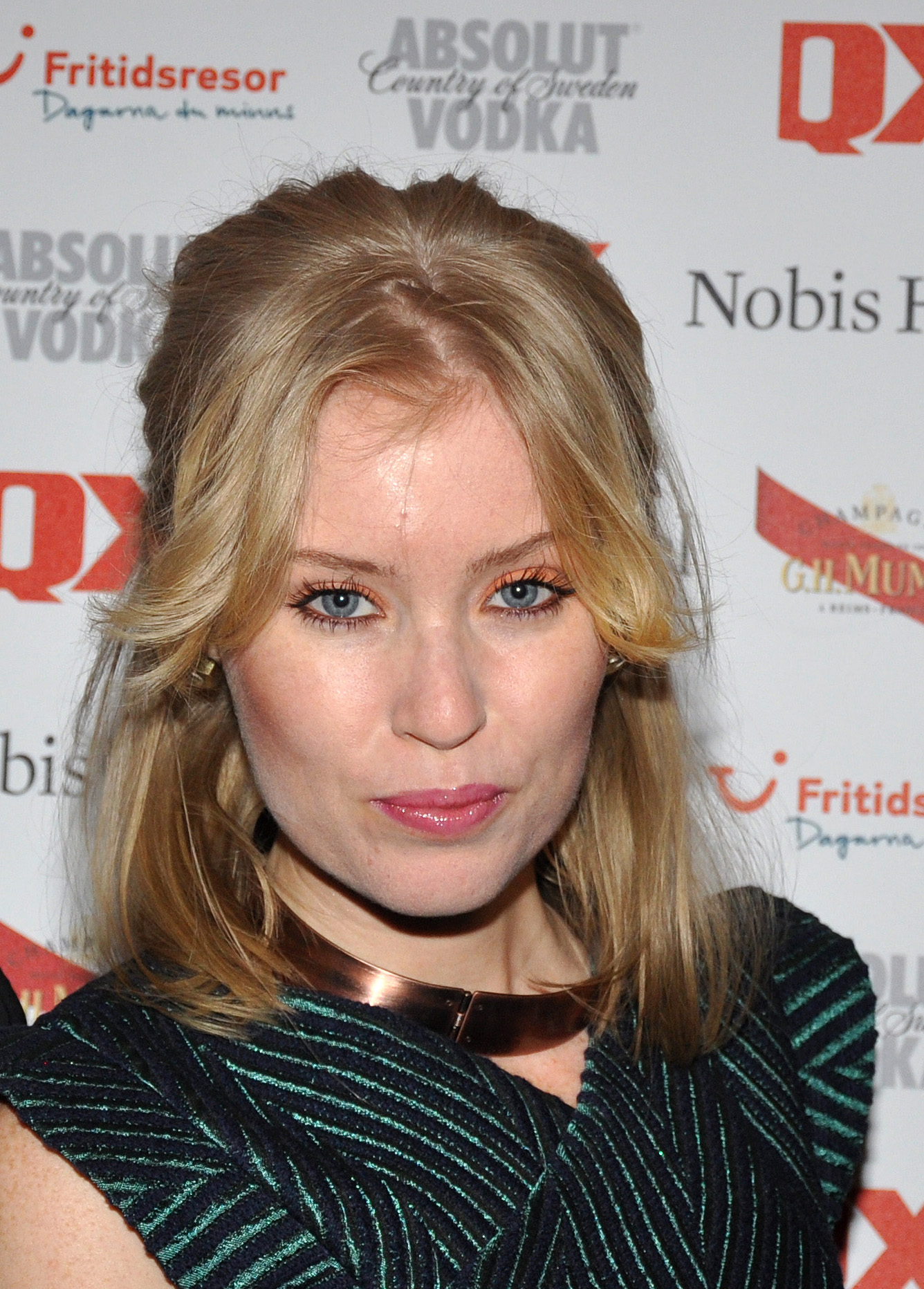
Sundblad vid QX Gaygalan 2011.

### Studioalbum
| År   | Albuminformation                                                                                        | SVE |
| ---- | --- | --- |
| 2006 | Oh My God! - Släppt: 8 augusti 2006 - Skivbolag: Bonnier Music Sweden - Format: CD, digital nedladdning | 11  |
| 2010 | Manifest - Släppt: 24 mars 2010 - Skivbolag: Roxy Recordings - Format: CD, digital nedladdning          | 36  |

### EP
| År   | Albuminformation                                                                                                   |
| ---- | --- |
| 2012 | Öppna ditt hjärta så ska du få - Släppt: 21 september 2012 - Skivbolag: Självutgivet - Format: Digital nedladdning |

### Singlar

#### Som huvudartist
| År                                                  | Titel                                           | SVE | Album                                 |
| --------------------------------------------------- | ----------------------------------------------- | --- | ------------------------------------- |
| 2006                                                | "Oh Father"                                     | 1   | Oh My God!                            |
| 2006                                                | "Lose You"                                      | 2   | Oh My God!                            |
| 2007                                                | "Back in Time"                                  | –   | Oh My God!                            |
| 2009                                                | "To All My Girls"                               | 50  | Manifest                              |
| 2010                                                | "Let's Dance"                                   | 7   | Manifest                              |
| 2011                                                | "Lucky You"                                     | –   | Inget album                           |
| 2011                                                | "I'm a Star"                                    | –   | Inget album                           |
| 2011                                                | "Intim (Sanningen)"                             | –   | Inget album                           |
| 2011                                                | "Trasig"                                        | –   | Öppna ditt hjärta så ska du få        |
| 2012                                                | "Hur kan jag sakna nåt jag aldrig haft"         | –   | Öppna ditt hjärta så ska du få        |
| 2012                                                | "Det e som det e"                               | –   | Öppna ditt hjärta så ska du få        |
| 2013                                                | "Slow Motion"                                   | –   | Öppna ditt hjärta så ska du få        |
| 2013                                                | "S.O.S"                                         | –   | Inget album                           |
| 2015                                                | "Ljusa tårar"                                   | –   | SOS Barnbyar - En resa för livet 2015 |
| 2017                                                | "Bridges"                                       | –   | Inget album                           |
| 2018                                                | "There Is Power in a Union" (Billy Bragg-cover) | –   | Inget album                           |
| "—" betecknar en singel som inte gick in på listan. |                                                 |     |                                       |

#### Som medverkande artist
| År                                                  | Titel                                                                                           | TYS | Album                                 |
| --------------------------------------------------- | ----------------------------------------------------------------------------------------------- | --- | ------------------------------------- |
| 2003                                                | "Faraway Vol. II" (Apocalyptica feat. Linda Sundblad)                                           | 56  | Reflections                           |
| 2008                                                | "Everything Is Alright" (Rasmus Faber feat. Linda Sundblad)                                     | –   | Where We Belong                       |
| 2009                                                | "Always" (Rasmus Faber feat. Linda Sundblad)                                                    | –   | Where We Belong                       |
| 2011                                                | "Mössens julafton" (Ida Melin & Linda Sundblad)                                                 | –   | Inget album                           |
| 2015                                                | "En vanlig Bangladeshi afternoon" (Timo Räisänen, Linda Sundblad, Danny Saucedo, Marit Bergman) | –   | SOS Barnbyar - En resa för livet 2015 |
| "—" betecknar en singel som inte gick in på listan. |                                                                                                 |     |                                       |

## Priser och utmärkelser
- Ellegalan 2004 – Årets Bäst Scen- & Festklädda[19]